# Jardines de Azucenas
Jardines de Azucenas är en ort i Mexiko.   Den ligger i kommunen Querétaro och delstaten Querétaro Arteaga, i den centrala delen av landet, 190 km nordväst om huvudstaden Mexico City. Jardines de Azucenas ligger 1 842 meter över havet och antalet invånare är 596.
Terrängen runt Jardines de Azucenas är kuperad norrut, men söderut är den platt. Terrängen runt Jardines de Azucenas sluttar söderut. Runt Jardines de Azucenas är det tätbefolkat, med 849 invånare per kvadratkilometer. Närmaste större samhälle är Santiago de Querétaro, 10,9 km sydost om Jardines de Azucenas. Omgivningarna runt Jardines de Azucenas är en mosaik av jordbruksmark och naturlig växtlighet.